# Pieter Smitbrug
De Pieter Smitbrug is een fiets- en voetgangersbrug in de Nederlandse gemeente Oldambt, gelegen tussen Blauwestad en Winschoten. De houten brug is met een lengte van 800 meter de langste fietsbrug van Europa. Hij werd in februari 2021 geopend.

## Beschrijving
De bouw van de brug startte in januari 2020 ter verbetering van de infrastructuurverbinding tussen Blauwestad en Winschoten. De verwachting was dat de brug eind 2020 gereed zou zijn, maar de opening vond uiteindelijk plaats op 1 februari 2021.
De brug bestaat uit vier gecombineerde bruggen over het Winschoterdiep, de A7, de ecologische zone en het Oldambtmeer. Fietsers en wandelaars kunnen de brug op drie plekken op en af, waaronder bij Oostereinde en bij het stadspark van Winschoten. 
Het ontwerp van de brug is afkomstig van architect Nol Molenaar. De constructie bestaat uit duurzaam hout afkomstig uit Gabon in Centraal-Afrika. De brug is gerealiseerd door de combinatie Strukton Civiel & Oosterhof Holman samen met Wijma Kampen B.V.. Na de voltooiing in 2021 was de fietsbrug de langste van Europa en passeerde daarmee de 756-meter lange fietsbrug in het Zweedse Sölvesborg.

## Vernoeming
De Pieter Smitbrug werd aanvankelijk ontworpen onder de naam De Blauwe Loper. In oktober 2018 werd bekend dat de brug vernoemd werd naar Pieter Smit, de eerder dat jaar overleden burgemeester van Oldambt.